# سو جی هی
سو جی هی (کره‌ای: 서지희؛ زادهٔ ۴ آوریل ۱۹۹۸) بازیگر اهل کره جنوبی است.

## فیلم‌شناسی

### فیلم
| سال  | عنوان               | نقش             |
| ---- | ------------------- | --------------- |
| ۲۰۰۵ | بانوی انتقام        | اون جو          |
| ۲۰۰۷ | معجزه در خیابان اول | جوانی میونگ ران |
| ۲۰۱۴ | کلاهبرداران         | جوانی اون ها    |

### مجموعه تلویزیونی
| سال  | عنوان                        | نقش                           |
| ---- | ---------------------------- | ----------------------------- |
| ۲۰۰۱ | نامادری                      | جوانی سانگ می                 |
| ۲۰۰۴ | مردم دهکده گل آبی            |                               |
| ۲۰۰۴ | My 19 Year Old Sister-in-Law | جوانی چوی سو جی               |
| ۲۰۰۴ | داستان عشق در هاروارد        | چون دا وون                    |
| ۲۰۰۵ | رز سبز                       | جوانی اوه سو آه               |
| ۲۰۰۵ | لبخند روز بهاری              | کیم آه یونگ                   |
| ۲۰۰۵ | نام من کیم سام سون است       | هیون می جو                    |
| ۲۰۰۵ | بی‌وقفه ۵                     | بچه‌ای در زمین بازی (قسمت ۱۹۴) |
| ۲۰۰۶ | یک روز خوب                   | جوانی سو ها نول               |
| ۲۰۰۷ | بلو فیش                      | جوانی جونگ اون سو             |
| ۲۰۰۷ | فلای های                     | کانگ سو نا                    |
| ۲۰۰۷ | کلوپ همسران اول              | یونگ یی                       |
| ۲۰۰۹ | بیوه‌ها                       | کانگ نا جونگ                  |
| ۲۰۱۰ | سه خواهر                     | چوی بو رام                    |
| ۲۰۱۱ | شعله‌های جاه‌طلبی              | جوانی یون جونگ سوک            |
| ۲۰۱۱ | بک دونگ سو دلاور             | جوانی جانگ می سو              |
| ۲۰۱۲ | افسانه خورشید و ماه          | جوانی سول                     |
| ۲۰۱۲ | کیک زشت                      | جوانی هان سو جونگ             |
| ۲۰۱۲ | قوی باش آقای کیم             | کیم هی ره                     |
| ۲۰۱۵ | مامان عصبانی                 | هوانگ مین جو                  |
| ۲۰۱۵ | تاجر گک جو                   | جوانی چون سو ره               |
| ۲۰۱۵ | من یک عاشق دارم              | بک جی                         |

## جوایز و نامزدی‌ها
| سال  | مراسم جوایز         | دسته                  | اثر نامزد شده    | نتیجه    |
| ---- | ------------------- | --------------------- | ---------------- | -------- |
| ۲۰۱۲ | جوایز درامای کی‌بی‌اس | بهترین بازیگر زن جوان | قوی باش آقای کیم | نامزدشده |